# Адміністративний устрій Жмеринського району
Адміністративний устрій Жмеринського району — адміністративно-територіальний поділ Жмеринського району Вінницької області на 1 селищну та 27 сільських рад, які об'єднують 69 населених пунктів та підпорядковані Жмеринській районній раді. Адміністративний центр — місто Жмеринка, яке має статус міста обласного значення, тому не входить до складу району.

## Список радЖмеринського району
| №  | Назва                             | Центр                  | Населені пункти                                         | Площа км² | Місце за площею | Населення (2001), чол. | Місце за населенням |
| -- | --------------------------------- | ---------------------- | ------------------------------------------------------- | --------- | --------------- | ---------------------- | ------------------- |
| 1  | Браїлівська селищна рада          | смт Браїлів            | смт Браїлів с-ще Браїлів с-ще Володимирівка с. Сьомаки  |           |                 |                        |                     |
| 2  | Біликовецька сільська рада        | с. Біликівці           | с. Біликівці с. Лопатинці с. Мартинівка                 |           |                 |                        |                     |
| 3  | Демидівська сільська рада         | с. Демидівка           | с. Демидівка с. Могилівка                               |           |                 |                        |                     |
| 4  | Дубівська сільська рада           | с. Дубова              | с. Дубова                                               |           |                 |                        |                     |
| 5  | Жуковецька сільська рада          | с. Жуківці             | с. Жуківці с. Петрівка с. Сідава с. Щучинці с. Ярошенка |           |                 |                        |                     |
| 6  | Кам'яногірська сільська рада      | с. Кам'яногірка        | с. Кам'яногірка с. Олексіївка                           |           |                 |                        |                     |
| 7  | Кармалюківська сільська рада      | с. Кармалюкове         | с. Кармалюкове с. Майдан-Головчинський с. Петрані       |           |                 |                        |                     |
| 8  | Кацмазівська сільська рада        | с. Кацмазів            | с. Кацмазів с-ще Настасіївка                            |           |                 |                        |                     |
| 9  | Коростівецька сільська рада       | с. Коростівці          | с. Коростівці с. Слобода-Носковецька с. Малі Коростівці |           |                 |                        |                     |
| 10 | Куриловецька сільська рада        | с. Курилівці           | с. Курилівці с-ще Василівка с. Новоселиця               |           |                 |                        |                     |
| 11 | Леляцька сільська рада            | с. Леляки              | с. Леляки с. Мала Жмеринка с. Подільське с. Тартак      |           |                 |                        |                     |
| 12 | Лисогірська сільська рада         | с. Лисогірка           | с. Лисогірка                                            |           |                 |                        |                     |
| 13 | Луко-Мовчанська сільська рада     | с. Лука-Мовчанська     | с. Лука-Мовчанська с. Гута-Мовчанська                   |           |                 |                        |                     |
| 14 | Людавська сільська рада           | с. Людавка             | с. Людавка                                              |           |                 |                        |                     |
| 15 | Мовчанська сільська рада          | с. Мовчани             | с. Мовчани                                              |           |                 |                        |                     |
| 16 | Носковецька сільська рада         | с. Носківці            | с. Носківці с. Демків                                   |           |                 |                        |                     |
| 17 | Олександрівська сільська рада     | с. Олександрівка       | с. Олександрівка с. Кудіївці с. Повал с-ще Шевченкове   |           |                 |                        |                     |
| 18 | Потоківська сільська рада         | с. Потоки              | с. Потоки с. Рижавка                                    |           |                 |                        |                     |
| 19 | Почапинецька сільська рада        | с. Почапинці           | с. Почапинці с. Зоринці с. Слобода                      |           |                 |                        |                     |
| 20 | Рівська сільська рада             | с. Рів                 | с. Рів с. Межирів                                       |           |                 |                        |                     |
| 21 | Северинівська сільська рада       | с. Северинівка         | с. Северинівка с. Голубівка с-ще Матейкове с-ще Хатки   |           |                 |                        |                     |
| 22 | Сербинівська сільська рада        | с. Сербинівці          | с. Сербинівці                                           |           |                 |                        |                     |
| 23 | Слободо-Межирівська сільська рада | с. Слобода-Межирівська | с. Слобода-Межирівська                                  |           |                 |                        |                     |
| 24 | Станіславчицька сільська рада     | с. Станіславчик        | с. Станіславчик с-ще Травневе                           |           |                 |                        |                     |
| 25 | Стодулецька сільська рада         | с. Стодульці           | с. Стодульці с-ще Мельники с. Рожепи                    |           |                 |                        |                     |
| 26 | Тарасівська сільська рада         | с. Тарасівка           | с. Тарасівка с. Будьки с. Вознівці                      |           |                 |                        |                     |
| 27 | Телелинецька сільська рада        | с. Телелинці           | с. Телелинці с. Варжинка                                |           |                 |                        |                     |
| 28 | Чернятинська сільська рада        | с. Чернятин            | с. Чернятин с. Слобода-Чернятинська с. Токарівка        |           |                 |                        |                     |

* Примітки: м. — місто, смт — селище міського типу, с. — село, с-ще — селище